# PC1 Centrumfietsroute
De PC1 Centrum-Radweg (PC1 du Centre) is een langeafstandsfietsroute in het Luxemburgse nationale fietsroutenetwerk. De route start officieel in Kockelscheuer en maakt een ronde door en rond de stad Luxemburg. Een deel van de route volgt de loop van de Alzette. Het traject is bewegwijzerd in twee richtingen. 

## Traject
Na Kockelscheuer sluit de route bij Leudelange aan op de PC9 Bergbau-Vorort-Radweg welke deze PC1 en de PC6 Drei Länder-Radweg verbindt. Ook sluit ze hier aan op de PC10 François Faber die een verbinding maakt met de PC6 en met de PC8 Rote Erde-Radweg.
De route gaat door de voorsteden van Luxemburg, zoals Strassen en Dommeldange. In Strassen sluit de route aan op de PC13 Nicolas Franz en vanaf dit punt loopt de EuroVelo EV5 Via Romea Francigena samen mee met de route door Luxemburg.
In Dommeldange komt de route uit de bij de Alzette. Hier kan worden aangesloten op de PC15 Alzettefietsroute welke de Alzette noordwaarts volgt naar de monding in de Sauer bij Ettelbrück. De PC1 volgt de loop van de Alzette door het centrum van Luxemburg met zicht op Vesting Luxemburg welke eenvoudig bezocht kan worden. De route loopt onder de Groothertogin Charlottebrug door. Verderop kan worden aangesloten op de PC2 Luxemburg-Echternach. 
De route blijft de Alzette volgen tot Hesperange waar wordt aangesloten op de PC11 Charly Gaul. Hier verlaat ook de EV5 Via Romea Francigena de route. De route zelf loopt door naar eindpunt Kockelscheuer.

## Aansluitingen met Europese routes
- Tussen Strassen en Hesperange loopt de route samen met de EuroVelo EV5 Via Romea Francigena.

## Aansluitingen met andere routes
- In Leudelange kan worden aangesloten op de PC9 Bergbau-Vorort-Radweg.
- In Strassen kan worden aangesloten op de PC13 Nicolas Franz.
- In Dommeldange kan worden aangesloten op de PC15 Alzette-Radweg.
- In Luxemburg kan worden aangesloten op de PC2 Luxemburg-Echternach.
- In Hesperange kan worden aangesloten op de PC11 Charly Gaul.